# Monsheim
Pour les autres significations, voir Monsheim (commune fusionnée).
Monsheim est une commune de la commune fusionnée de Monsheim dans l'arrondissement d'Alzey-Worms. La commune longe la rivière Pfrimm.

## Transport
Monsheim est un important nœud ferroviaire.

### Lignes de chemins de fer partant de Monsheim
- la Pfälzische Nordbahn
- la Zellertalbahn